# Bryant, South Dakota
Bryant är en ort i Hamlin County i South Dakota. Vid 2010 års folkräkning hade Bryant 456 invånare.